# Isabelle d'Orléans (1878-1961)
Pour les articles homonymes, voir Isabelle d'Orléans.
Titre
Épouse du prétendant orléaniste au trône de France
28 mars 1926 – 25 juin 1940
(14 ans, 2 mois et 28 jours)
Isabelle Marie Laure d’Orléans, qui porte le titre de courtoisie de duchesse de Guise, est née le 7 mai 1878, au château d’Eu, en Normandie, et morte le 21 janvier 1961 à Larache, au Maroc.
Membre de la Quatrième maison d'Orléans, Isabelle d’Orléans est l'épouse du prétendant orléaniste au trône de France de 1926 à sa mort.

## Famille
Isabelle d'Orléans est la fille de Philippe d'Orléans (1838-1894), comte de Paris et prétendant orléaniste au trône de France sous le nom de Philippe VII, et de son épouse et cousine germaine Marie-Isabelle d'Orléans (1848-1919), infante d'Espagne.
Le 30 octobre 1899, Isabelle épouse, à Twickenham, en Angleterre, son cousin germain Jean d’Orléans, duc de Guise et futur prétendant orléaniste au trône de France sous le nom de Jean III. De cette union naissent quatre enfants :
- Isabelle d'Orléans (1900-1983) qui épouse, en premières noces, le comte Bruno d'Harcourt (1899-1930) puis le prince Pierre Murat (1900-1948). D'où quatre enfants ;
- Françoise d'Orléans (1902-1953) qui se marie au prince Christophe de Grèce (1889-1940), fils du roi Georges Ier de Grèce. Ce sont les parents du prince Michel de Grèce ;
- Anne d'Orléans (1906-1986) qui s'unit à son cousin germain le prince Amédée de Savoie-Aoste, duc d'Aoste, et vice-roi d'Éthiopie. D'où deux filles ;
- Henri d'Orléans (1908-1999), comte de Paris et prétendant orléaniste au trône de France sous le nom d'Henri VI, qui épouse sa cousine Isabelle d'Orléans-Bragance. D'où onze enfants.

## Biographie

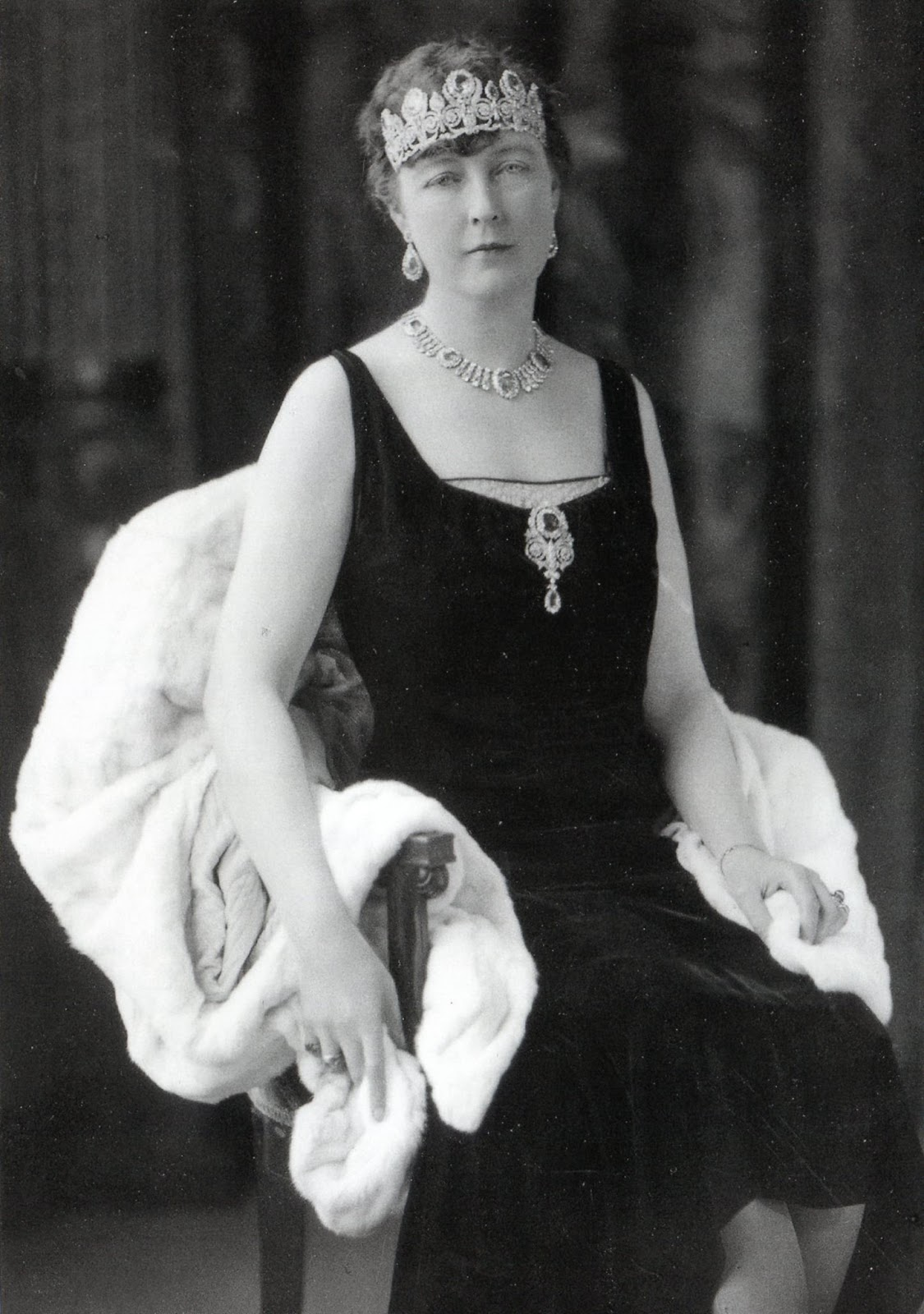
La princesse Isabelle dans les années 1920.

« Miou », telle que la surnomme sa famille, passe les premières années de sa vie en Normandie, aux côtés de ses parents, le comte et la comtesse de Paris. Mais, en 1886, alors qu’elle n’est âgée que d’à peine huit ans, une loi d'exil touchant les membres des familles ayant régné en France est mise en place par le gouvernement de la Troisième République. La jeune Isabelle quitte alors le château d'Eu pour se rendre avec ses parents et ses frères et sœurs à Stowe House, au Royaume-Uni, et à Villamanrique de la Condesa, en Espagne. Par la suite, Isabelle peut cependant occasionnellement revenir en France puisque la loi d’exil ne touche que les chefs des familles ayant régné en France et leurs héritiers directs, et que les femmes sont exclues des fonctions de chef de famille par la loi du 26 ventôse an XI (17 mars 1803), qui restera en vigueur jusqu'en 1970.
Jeune fille, Isabelle d’Orléans est éduquée dans un milieu sélectif dans lequel la culture, et particulièrement l’histoire, jouent un rôle primordial. Pourtant, elle n'acquiert, comme la plupart de ses parents Orléans, qu'une très mauvaise orthographe, ce dont témoigne aujourd'hui sa correspondance…
En grandissant, elle devient une très jolie jeune femme, ce qui, ajouté à la qualité de prétendant au trône revendiquée par son père, lui permet d’avoir de très nombreux soupirants. Parmi ceux-ci, le plus notable est certainement le futur Albert Ier de Belgique (1875-1934), mais ce dernier doit malheureusement renoncer à sa cour devant l’opposition de son oncle le roi Léopold II qui craint les réactions de Paris face à un mariage avec la fille d’un prétendant exilé.
C’est finalement l’un des cousins germains d'Isabelle, Jean d’Orléans, qu’elle épouse, en 1899. À cette occasion, Isabelle et son mari reçoivent de son frère, le prétendant orléaniste « Philippe VIII », duc d'Orléans, les titres de courtoisie de duc et duchesse de Guise.
Pendant plusieurs années, le couple partage ensuite son existence entre Paris et ses terres du Nouvion-en-Thiérache. Mais, comme bon nombre de leurs parents, les « Guise » s’ennuient en Europe. C’est la raison pour laquelle, un an après avoir donné naissance à son dernier enfant, en 1909, le couple part au Maroc et s’y installe finalement – sous le nom d’Orliac – dès l’année suivante. Jean et Isabelle acquièrent alors, dans la région de Larache, une demeure, « le palais de la duchesse de Guise » (aujourd’hui l’« hôtel Riad »), et un vaste domaine sur les terres duquel ils pratiquent une agriculture moderne. En route pour le Maroc, « ils résidèrent quelque temps à Marseille, où la duchesse de Guise devint, aux yeux de tous, la maîtresse d'un marchand de savons nommé Bernis »,. La sœur de ce dernier, Armande de Pierre de Bernis (1876-1968) — épouse d'Eugène d'Harcourt (1859-1918) — « affirmait qu'Henri, comte de Paris, était bien le fils de [son frère] Gustave ».
En 1912, lorsque le Maroc devient un protectorat franco-espagnol, la résidence de Larache passe sous régime espagnol tandis que les domaines de Maarif passent sous contrôle français. Cependant, la loi d’exil ne s’applique pas au Maroc.
Pendant la Première Guerre mondiale, le duc de Guise rentre en France pour jouer le rôle de délégué de la Croix-Rouge près du front, mais sa femme et leurs enfants restent au Maroc.
C’est seulement après la mort du frère de la duchesse de Guise et la revendication par son époux de la qualité de chef de la maison de France, en 1926, que Jean et Isabelle d'Orléans repartent vivre en Europe. Le couple s’installe alors au Manoir d’Anjou, en Belgique, où il dirige le courant orléaniste-fusionniste du mouvement monarchiste français, avec l’aide de Charles Maurras et de l’Action française. Et, tandis que le nouveau prétendant s’entretient de politique avec les militants français qui viennent régulièrement lui rendre visite sur ses terres, la duchesse de Guise s'occupe d'œuvres de bienfaisance, et devient notamment marraine de colonies de vacances pour enfants pauvres.
C'est à cette époque que le sculpteur Philippe Besnard exécute le buste de la duchesse (en marbre) et de son fils Henri d'Orléans, comte de Paris (en bronze).
Quand éclate la Seconde Guerre mondiale, le duc et la duchesse de Guise regagnent leurs terres marocaines, mais le prétendant ne supporte pas la défaite française de 1940 et meurt peu de temps après le début de l’occupation allemande… Entourée de son fils, le nouveau comte de Paris, de sa belle-fille et de plusieurs petits-enfants, la duchesse de Guise ne perd cependant pas courage. Elle maintient ses fonctions caritatives en visitant régulièrement les déshérités et en gérant notamment la « Casa del Niño », une institution qu’elle a fondée vouée au secours des enfants pauvres.
Isabelle d'Orléans s’éteint finalement à Larache en 1961. De fait, grâce aux bonnes relations des Orléans avec la famille royale du Maroc et à l’affection dont jouit la duchesse de Guise auprès des habitants de Larache, Isabelle et sa famille n’ont pas eu à quitter le Maroc après son indépendance.

## Titulature et décorations

### Titulature
Les titres portés actuellement par les membres de la maison d’Orléans n’ont pas d’existence juridique en France et sont considérés comme des titres de courtoisie. Ils sont attribués par le « chef de maison ».
- 7 mai 1878 - 30 octobre 1899 : Son Altesse Royale la princesse Isabelle d'Orléans (naissance) ;
- 30 octobre 1899 - 28 mars 1926 : Son Altesse Royale la duchesse de Guise ;
- 28 mars 1926 - 21 janvier 1961 : Madame la duchesse de Guise[11]

### Décorations dynastiques étrangères
- Grand-croix d'honneur et de dévotion de l'ordre souverain de Malte (1926)[12]
- Dame de l'ordre de la Croix étoilée (maison de Habsbourg)[13]
- Dame de l'ordre de la Reine Marie-Louise (famille royale d'Espagne, 24 octobre 1899)[14]
- Grand-croix avec distinctions blanches de l'ordre civil de la Bienfaisance (famille royale d'Espagne, 20 octobre 1927)[15]
- Grand-croix de l'ordre du Sauveur (famille royale de Grèce)[16]
- Grand-croix honoraire de l'ordre de Sainte Isabelle (maison de Bragance)